# Gmina Riverton (hrabstwo Clay, Iowa)

Położenie Gminy Riverton w hrabstwie Clay

Gmina Riverton (ang. Riverton Township) – gmina w USA, w stanie Iowa, w hrabstwie Clay. Według danych z 2000 roku gmina miała 321 mieszkańców, a jej powierzchnia wynosi 80,31 km².